# 프라토
프라토(이탈리아어: Prato)는 이탈리아 중부 토스카나주에 있는 도시이자 프라토도의 도청 소재지이다. 인구는 2012년 기준으로 184,885명이다.
피렌체 서북쪽에 위치한다. 예로부터 상업 중심지로 발전하였다. 주변은 성벽으로 둘러싸인 성곽도시이다. 15세기에 건립된 대성당은 르네상스 시대의 대표적인 건축물로 알려져 있다.
피렌체, 볼로냐 등 주변 도시와 철도로 연결되어 있으며, 각종 제조업이 성하다. 특히 섬유 공업이 유명하여, 이탈리아의 맨체스터라는 별칭을 갖고 있다.

## 역사

### 고대 시대
고고학적 발견물들이 구석기 시대 이후로 프라토 주변의 언덕에서 인류가 거주해왔음을 증명하고 있다. 평야 지역은 에트루리아인들에 의해서 정착이 시작되었다. 1998년 알려지지 않은 과거의 도시 문명이 캄피비센치오 인근 곤피엔티에서 발견되었는데, 규모는 중간 정도이며, 이미 그때 당시부터 양모와 섬유산업의 중심지였다. 일부 학자들에 따르면, 그곳이 신화속의 카마르스 일 수 있다고 한다. 에트루리아인들의 도시는 기원전 5세기까지 존재했으며, 그 이후로는 알 수 없는 이유로 쇠퇴하였고, 이 지역의 지배권은 이곳에 카시아 가도를 통과시킨 로마인들에게 넘겨졌지만, 그들은 이곳에 어떠한 정착지를 건설하지는 않았다.

### 중세 시대
초기 중세시대에 비잔티움과 롬바르드가 이곳을 차례로 지배하였다. 프라토의 역사는 보르고알코르니오(Borgo al Cornio)와 카스트룸프라티(Castrum Prati, 프라토 성)라고 알려진 두 개의 마을을 통해서 10세기에 독자적으로 시작됐다. 다음 세기에 두 거주지는 프라토 백작이라는 황제의 임명을 받은 프라토 성의 군주 알베르티에 의해 하나로 통일되었다. 같은 시기에 평야 지역이 말라버렸고 비센치오 강물을 일정하게 공급하던 유압장치가 구알키에라에(gualchierae, 섬유 기계 장치]]에 공급하기 위해 만들어졌다.
1107년에 토스카나의 마틸데의 군대에 의해 포위를 받은 후, 알베르티는 비센시오 계곡에 있는 그들 가문의 요새로 후퇴하는 바람에, 프라토는 자유 코무네로 발전할 수 있게 되었다. 두 세기 안에 프라토는 섬유 산업 번영에 자극받아, 인구가 15,000명에 달하였다. 새로운 이중 성벽이 12세기 중반에 건설이 시작되어, 놀랍게도 14세기 초에 완공되었다. 1326년에 피렌체의 확장에 대응하기 위해, 프라토는 자발적으로 나폴리 왕국의 왕인 앙주의 로베르의 왕권하에 들어갔다. 하지만 1351년 2월 23일에 나폴리의 후아나 1세가 피렌체에게 17,500 플로린을 대가로 팔아버렸다.
캉브레 동맹전쟁(1508~1516) 동안인 1512년에 프라토는 교황 율리오 2세와 아라곤 왕국의 국왕 페르난도 2세가 모집한 스페인 군대에 의해 약탈당하였고, 인근 도시 피렌체의 메디치 가문에 의해 복구되었다. 프라토의 심각한 약탈로 인해 피렌체 공화국에 항복할 수 밖에 없었으며, 메디치 가문의 통치하에 복구되었다. 역사가들 사이에서 이 약탈 기간 동안 죽은 정확한 사람의 수에 대해서 논쟁이 있지만, 동시대 연대기 작가들은 2000명에서 6000명 사이의 사람들이 거리에서 도살당하였다고 주장한다.

### 중세 이후
1653년에 프라토는 도시의 지위권을 얻었고 가톨릭 교구가 되었다. 도시는 특히 18세기 동안에 발전하였다.
19세기에 이탈리아 통일 후, 프라토는 중요 산업의 중심지가 되었으며, 특히 섬유 부문(이탈리아 역사가 에마누엘레 레페티는 이곳을 이탈리아의 맨체스터라고 묘사하였다.)이 그러하였다. 이전에는 피렌체현에 속해있었지만, 1992년에 프라토도의 도청 소재지가 되었다.

## 중국인 이민자들과 경제적 영향

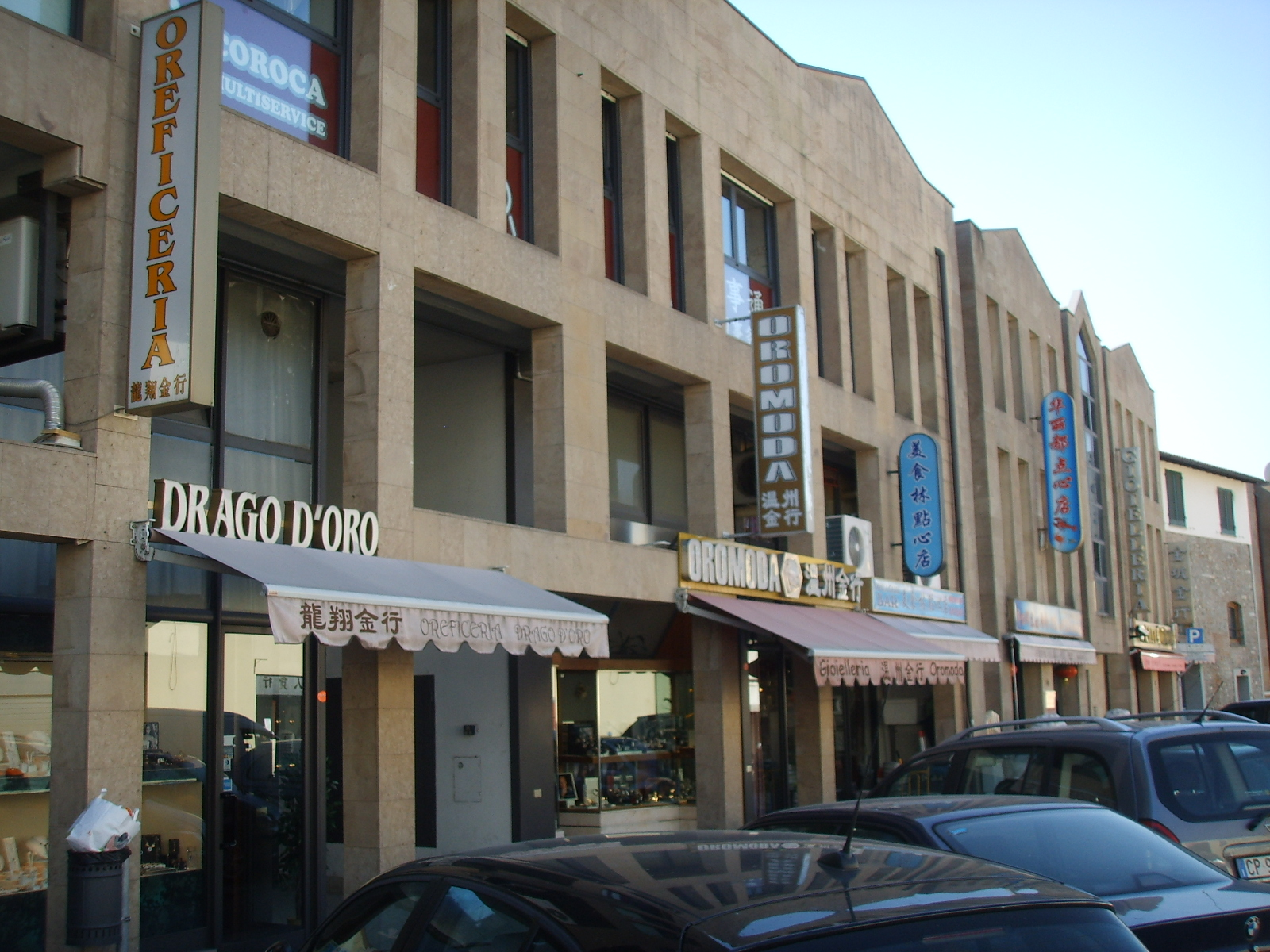
프라토의 차이나타운

프라토는 이탈리아내에서 두 번째로 많은 중국인 이민자들을 지녔다(이탈리아에서 가장 큰 차이나타운을 지닌 밀라노 다음으로). 프라토내 합법적인 중국인 거주자들은 2008년 12월 31일 기준으로 9,927명이다. 지역 관계자들은 프라토에 거주하는 중국인 시민 수를 불법 이주민들을 포함하여 45,000명 가량이라고 통계를 냈다. 대부분의 중국인 이민자들은 저장성의 원저우 시에서 왔으며, 그들중 일부는 파리에 있는 차이나타운에서 이주했다. 프라토로 이주한 첫 중국인들은 1990년대 초에 왔다. 중국인들의 대부분은 의복과 기성복 산업의 3,500 여개의 산업장에서 일하고 있다. 차이나타운은 시내의 서쪽 부분에 위치해있다. 지역 상공 회의소에 등록된 중국인 사업가들은 2008년 9월 기준으로 3,100명이 넘었다. 그들중 대부분은 마크로토 디 롤로(Macrolotto di Iolo)라는 공업 단지에 위치해있다.

## 인구
| 연도          | 인구    | ±%     |
| ------------- | ------- | ------ |
| 1861          | 32,710  | —      |
| 1871          | 36,923  | +12.9% |
| 1881          | 38,985  | +5.6%  |
| 1901          | 47,166  | +21.0% |
| 1911          | 51,707  | +9.6%  |
| 1921          | 55,021  | +6.4%  |
| 1931          | 61,496  | +11.8% |
| 1936          | 64,362  | +4.7%  |
| 1951          | 77,631  | +20.6% |
| 1961          | 111,285 | +43.4% |
| 1971          | 143,232 | +28.7% |
| 1981          | 160,220 | +11.9% |
| 1991          | 165,707 | +3.4%  |
| 2001          | 172,499 | +4.1%  |
| 2011          | 185,456 | +7.5%  |
| 2021          | 195,213 | +5.3%  |
| Source: ISTAT |         |        |

## 스포츠
- 럭비 클럽 I 카발리에리 프라토
- AC 프라토
- 프리마베라 프라토

## 자매 도시
| - 미국 앨버말카운티 - 사하라 아랍 민주 공화국 비르레울루 - 이탈리아 보비노 - 중화인민공화국 창저우시 - 오스트리아 에벤제 | - 베트남 남딘 - 프랑스 루베 - 보스니아 헤르체고비나 사라예보 - 폴란드 토마슈프마조비에츠키 - 독일 방엔임알고이 |